# Santa Isabel (São Paulo)
Santa Isabel, amtlich portugiesisch Município de Santa Isabel, ist eine brasilianische Stadt im Großraum von São Paulo im gleichnamigen Bundesstaat. Die Einwohnerzahl wurde zum 1. Juli 2021 auf 58.529 Einwohner geschätzt, die Isabelenser genannt werden und auf einer Gemeindefläche von rund 363,3 km² leben. Sie ist Teil der Metropolregion São Paulo sowie mit 11 weiteren Städten Teil der Region Alto Tietê.

## Toponymie
Benannt ist der Ort nach der portugiesischen Königin Elisabeth von Portugal.

## Geographie
Der Ort liegt in einer bergigen Gegend auf einer Höhe von 646 Metern über dem Meeresspiegel.
Die Grenzen von Santa Isabel sind im Nordwesten und Norden Nazaré Paulista, im Nordosten Igaratá und Jacareí, im Südosten Guararema und Mogi das Cruzes und im Südwesten Arujá und Guarulhos.
Die Entfernung zur Landeshauptstadt São Paulo beträgt 58 km.

### Vegetation
Das vorherrschende Biom ist Mata Atlântica. In Santa Isabel findet sich eine von drei Fundstellen der gefährdeten Baumart Terminalia igaratensis (früher auch Buchenavia iguaratensis).
Die Gemeinde hat einen Anteil von rund 10,5 % an dem Naturschutzgebiet Área de Proteção Ambiental Mananciais da Bacia Hidrográfica do rio Paraíba do Sul.

### Hydrografie
Durch das Gemeindegebiet fließen der Rio Jaguari und der Rio Parateí.

### Klima
Die Gemeinde hat warmes und gemäßigtes tropisches Klima, Cfa nach der Klimaklassifikation nach Köppen und Geiger. Die Durchschnittstemperatur ist 19,6 °C. Die durchschnittliche Niederschlagsmenge liegt bei 1405 mm im Jahr.
|                   | Jan  | Feb  | Mär  | Apr  | Mai  | Jun  | Jul  | Aug  | Sep  | Okt  | Nov  | Dez  |   |      |
| Temperatur (°C)   | 22,2 | 22,5 | 21,6 | 20,2 | 17,4 | 16,5 | 16,0 | 17,2 | 18,8 | 20,2 | 20,4 | 21,7 | Ø | 19,6 |
| Niederschlag (mm) | 241  | 182  | 159  | 71   | 65   | 43   | 51   | 40   | 88   | 122  | 157  | 186  | Σ | 1405 |

## Kommunalpolitik
Bei der Kommunalwahl 2020 wurde Carlos Augusto Chinchilla Alfonzo, genannt Dr. Carlos Chinchilla für den Partido Social Liberal (PSL) mit 10.244 oder 36,36 % der gültigen Stimmen zum Stadtpräfekten (Bürgermeister) für die Amtszeit von 2021 bis 2024 gewählt. Seit 2022 ist er Mitglied der União Brasil (UNIÃO).

## Bevölkerung

### Ethnische Zusammensetzung
Ethnische Gruppen nach der statistischen Einteilung des IBGE (Stand 2000 mit 43.740 Einwohnern, Stand 2010 mit 50.453 Einwohnern):
| Gruppe*     | Anteil 2000      | Anteil 2010          | Anmerkung                        |
| ----------- | ---------------- | -------------------- | -------------------------------- |
| Brancos     | 32.376 (74,02 %) | ▲ 34.397 (68,18 %) ▼ | Weiße, Nachfahren von Europäern  |
| Pardos      | 8.902 (20,35 %)  | ▲ 13.168 (26,10 %) ▲ | Mischrassige, Mulatten, Mestizen |
| Pretos      | 1.509 (3,45 %)   | ▲ 2.485 (4,93 %) ▲   | Schwarze                         |
| Amarelos    | 378 (0,86 %)     | ▼ 327 (0,65 %) ▼     | Asiaten                          |
| Indígenas   | 22 (0,05 %)      | ▲ 76 (0,15 %) ▲      | indigene Bevölkerung             |
| ohne Angabe | 552              |                      |                                  |

*) Anmerkung: Das IBGE verwendet für Volkszählungen ausschließlich diese fünf Gruppen. Es verzichtet bewusst auf Erläuterungen. Die Zugehörigkeit wird vom Einwohner selbst festgelegt.

## Sport
Zweimal wurde in Santa Isabel der Weltmeisterschaftslauf der Rallye Brasilien ausgetragen.

## Söhne und Töchter der Gemeinde
- Mauricio de Sousa (* 1935), Comiczeichner
- José Mentor (1948–2020), Politiker
- Roberto de Lucena (* 1966), Politiker